# Corneja

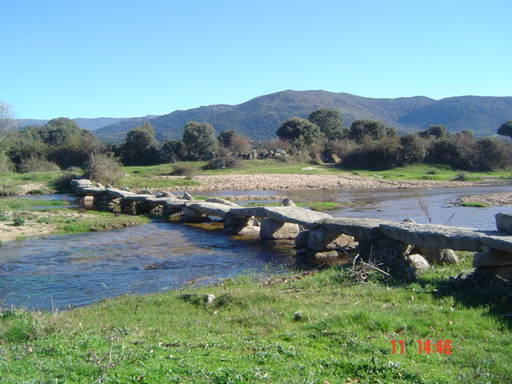
Steinplattensteg über den Río Corneja bei Villar de Corneja

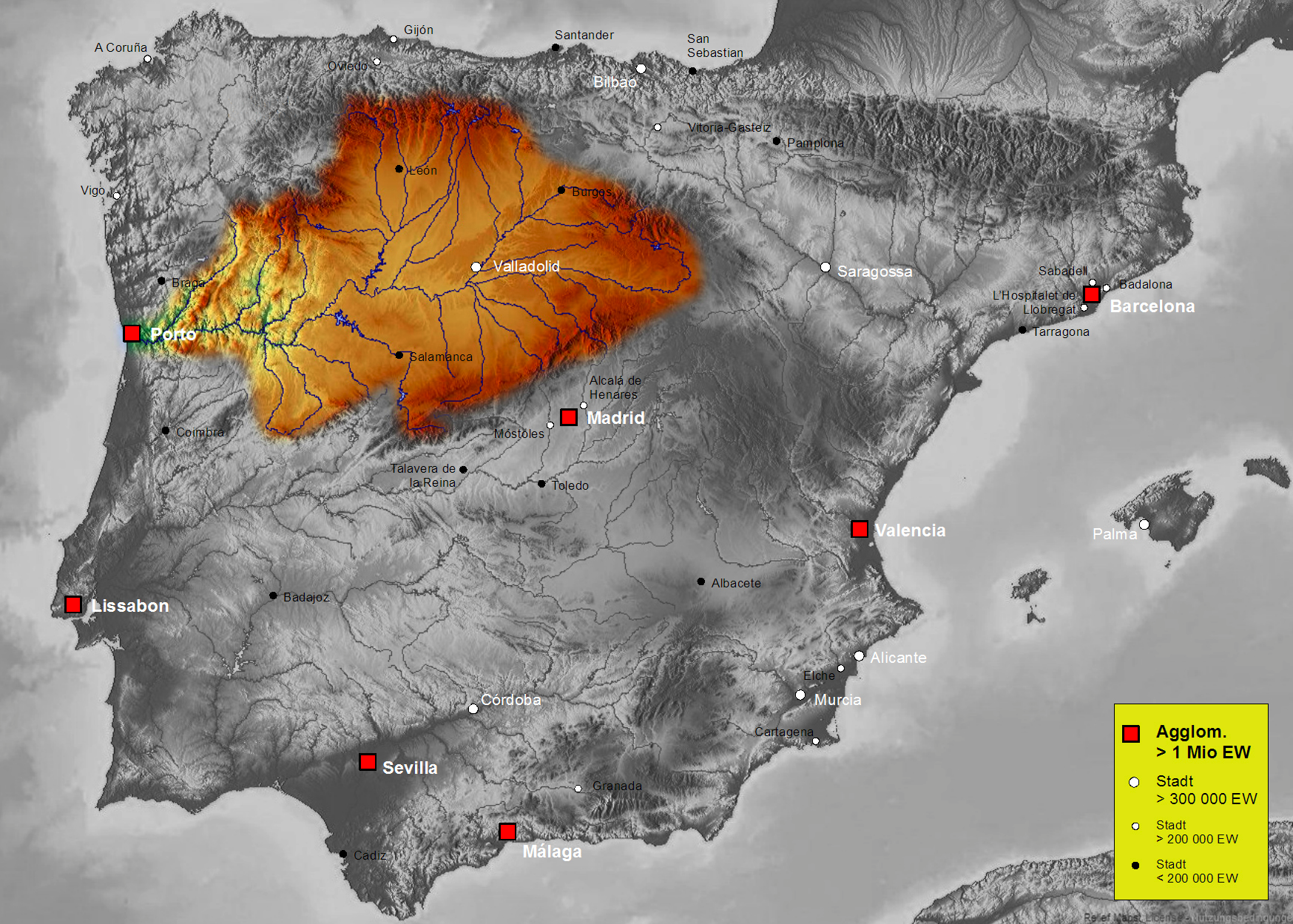
Einzugsgebiet (cuenca) des Río Duero

Der Río Corneja ist ein etwa 40 km langer Fluss, der die spanischen Provinzen Ávila und Salamanca durchfließt; er ist der wichtigste Nebenfluss des Río Tormes.

## Geographie
Der Río Corneja entspringt an den regenreichen nordwestlichen Hängen des Cerro del Santo in der Sierra de Gredos nahe einer dem hl. Martin von Tours geweihten Einsiedlerkapelle in etwa 2100 m Höhe. Er fließt überwiegend in westliche Richtungen und mündet ca. 3 km südlich der Ortschaft Puente del Congosto in den Río Tormes. Unterwegs nimmt er die Wasser mehrerer kleiner Bäche (arroyos) auf.

## Sonstiges
Der Oberlauf des kleinen Flusses eignet sich gut als Angelrevier (Forellen etc.). An den Ufern befanden sich im 18. Jahrhundert an die 100 Wassermühlen zum Mahlen von Getreide – nur wenige davon existieren noch; auch mehrere alte Steinbrücken sind verschwunden. Ein plötzliches Hochwasser im Frühjahr 1999 hat zur Zerstörung mehrerer Mühlen und Brücken beigetragen.

## Orte

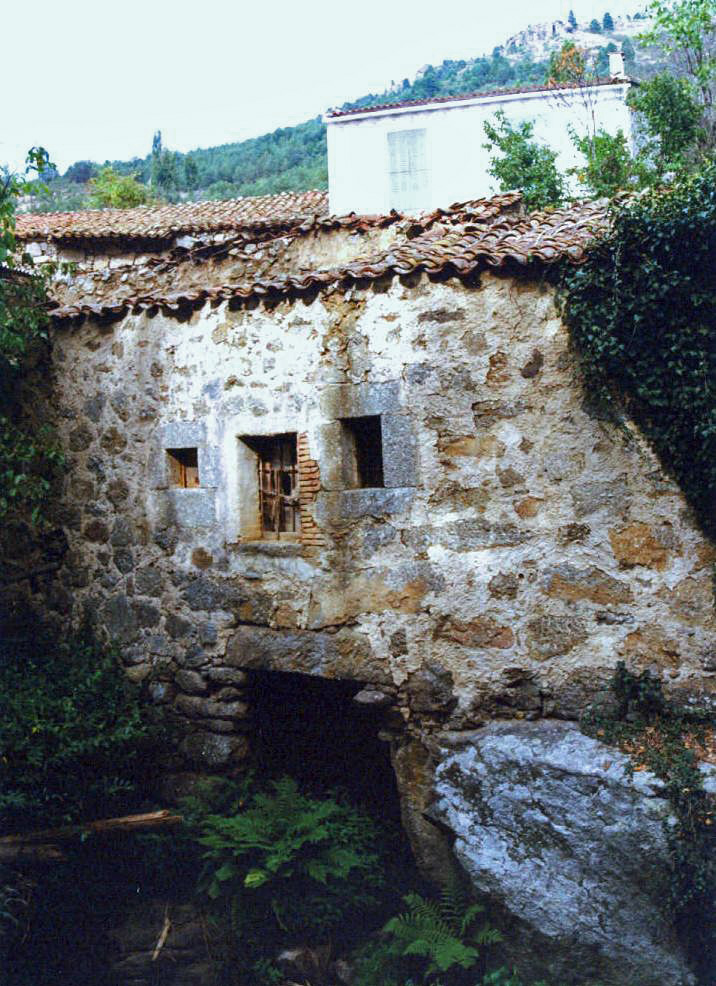
Wassermühle Molino de la Rata (ca. 1995)

- Navacepedilla de Corneja
- Villafranca de la Sierra
- Mesegar de Corneja
- San Bartolomé de Corneja
- Villar de Corneja